# Gianfranco Terenzi
Gianfranco Terenzi (Ciudad de San Marino, 2 de enero de 1941-Serravalle, 20 de mayo de 2020) fue uno de los dos Capitanes Regentes (jefes de Estado y Gobierno) de la Serenísima República de San Marino, en cuatro ocasiones. 

## Biografía
Licenciado en Sociología en la Universidad de Urbino, comenzó su actividad empresarial con poco más de veinte años. A finales de los años 70 fue miembro del Gran Consejo General y durante más de treinta años fue presidente de la Unión de Artesanos.
Fue Capitán Regente en cuatro ocasiones: la primera vez con Rossano Zafferani (1 de octubre de 1987-31 de marzo de 1988), la segunda con Enzo Colombini (1 de octubre de 2000-31 de marzo de 2001), la tercera con Loris Francini (1 de abril de 2006 al 1 de octubre de 2006) y la cuarta con  Guerrino Zanotti (1 de octubre de 2014 al 1 de abril de 2015).
Fue miembro del Partido Demócrata Cristiano Sanmarinense.
Presidente de la asociación San Marino - China. Durante la emergencia del coronavirus, envió miles de máscaras de China al hospital estatal, a través de sus contactos personales.
El 20 de mayo de 2020 fue atropellado en Serravalle (San Marino) por un camión de su propia empresa que realizaba maniobras, que lo golpeó. Fue trasladado al Hospital del Estado donde falleció a causa de los diversos traumas que presentaba el empresario. Tenía setenta y nueve años.